# Neue Synagoge Bochum

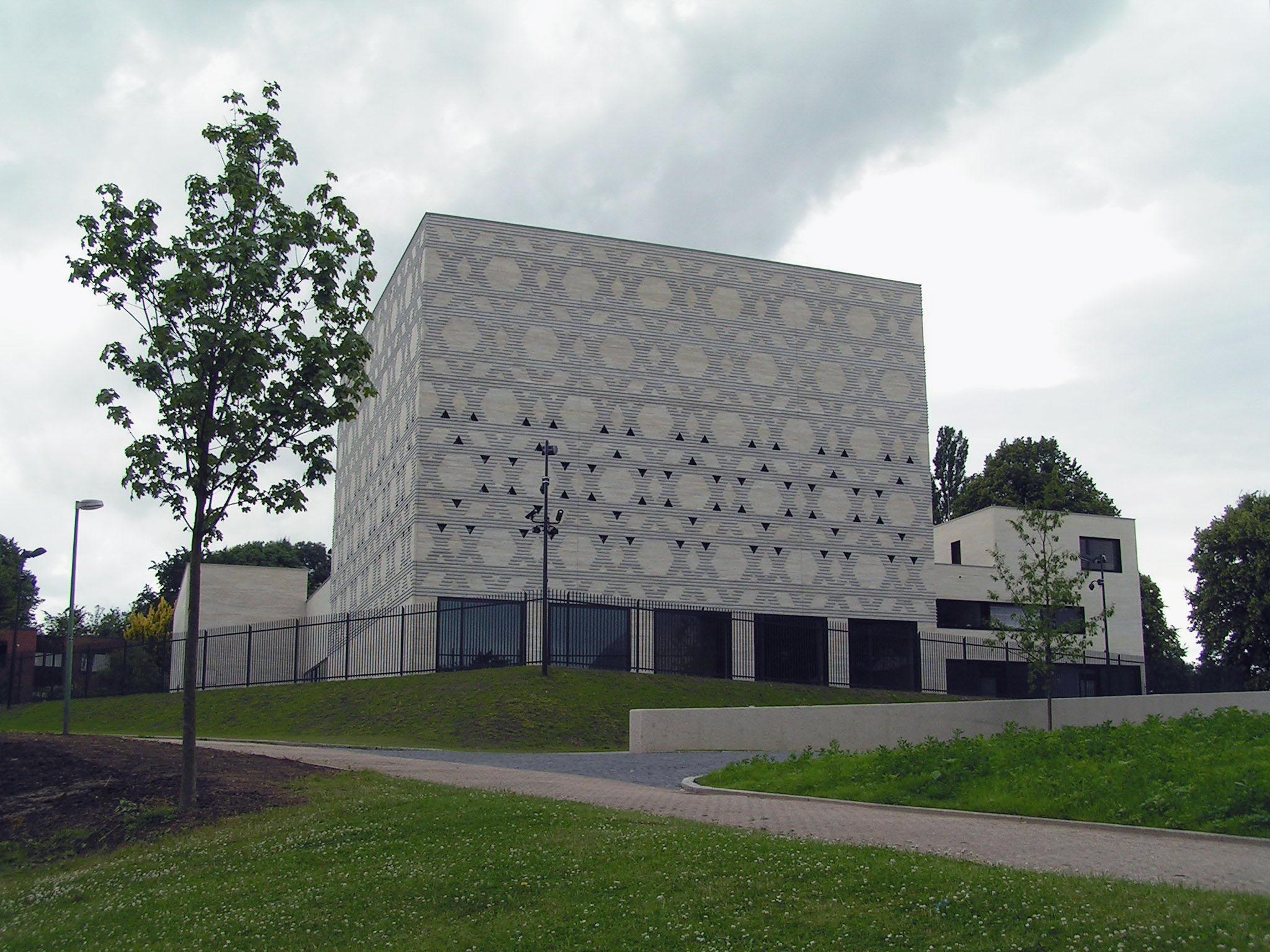
Neue Synagoge Bochum

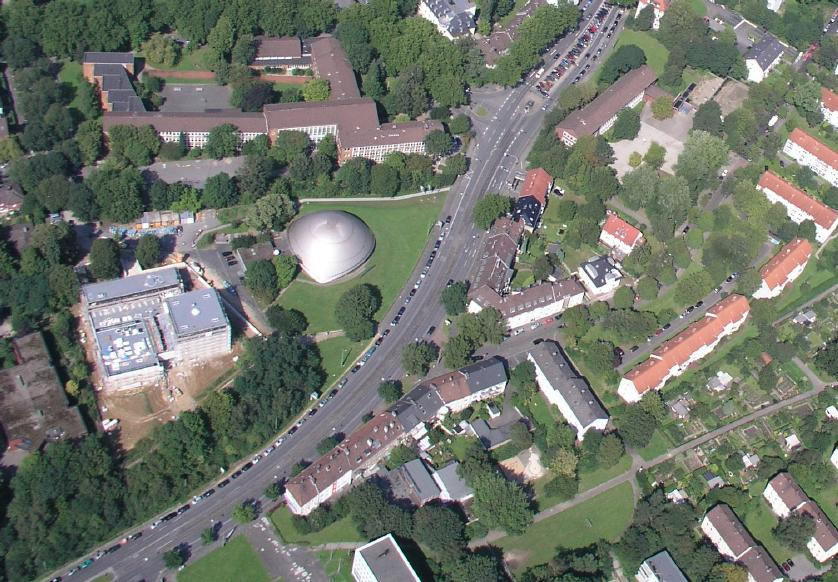
Lage der Gebäude neben dem Planetarium (2007 zum Ende der Bauphase)

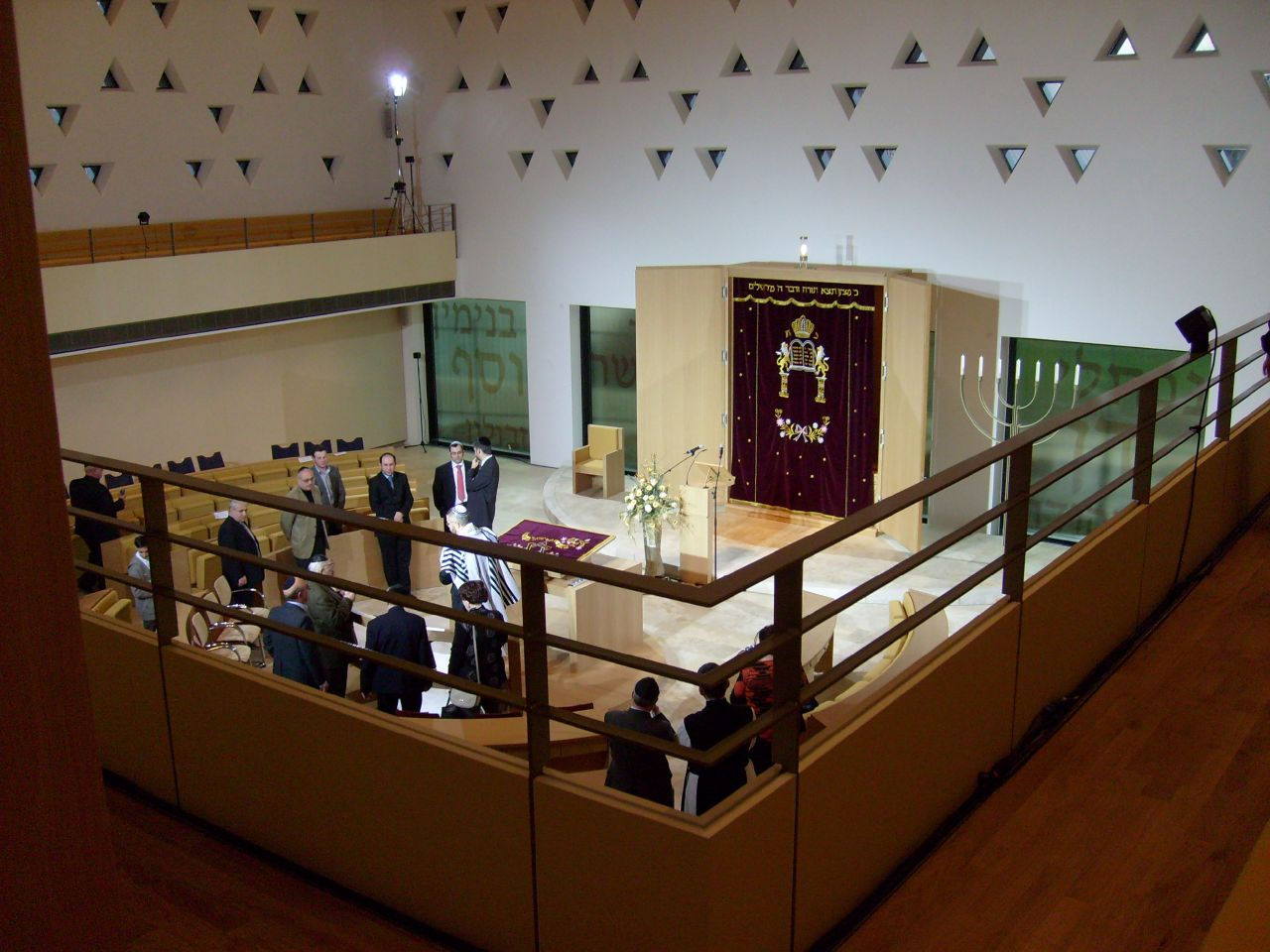
Der Innenraum mit Toraschrein, Parochet und Ner Tamid, links der Bima die Rabbiner Soussan, Apel und Kaplan

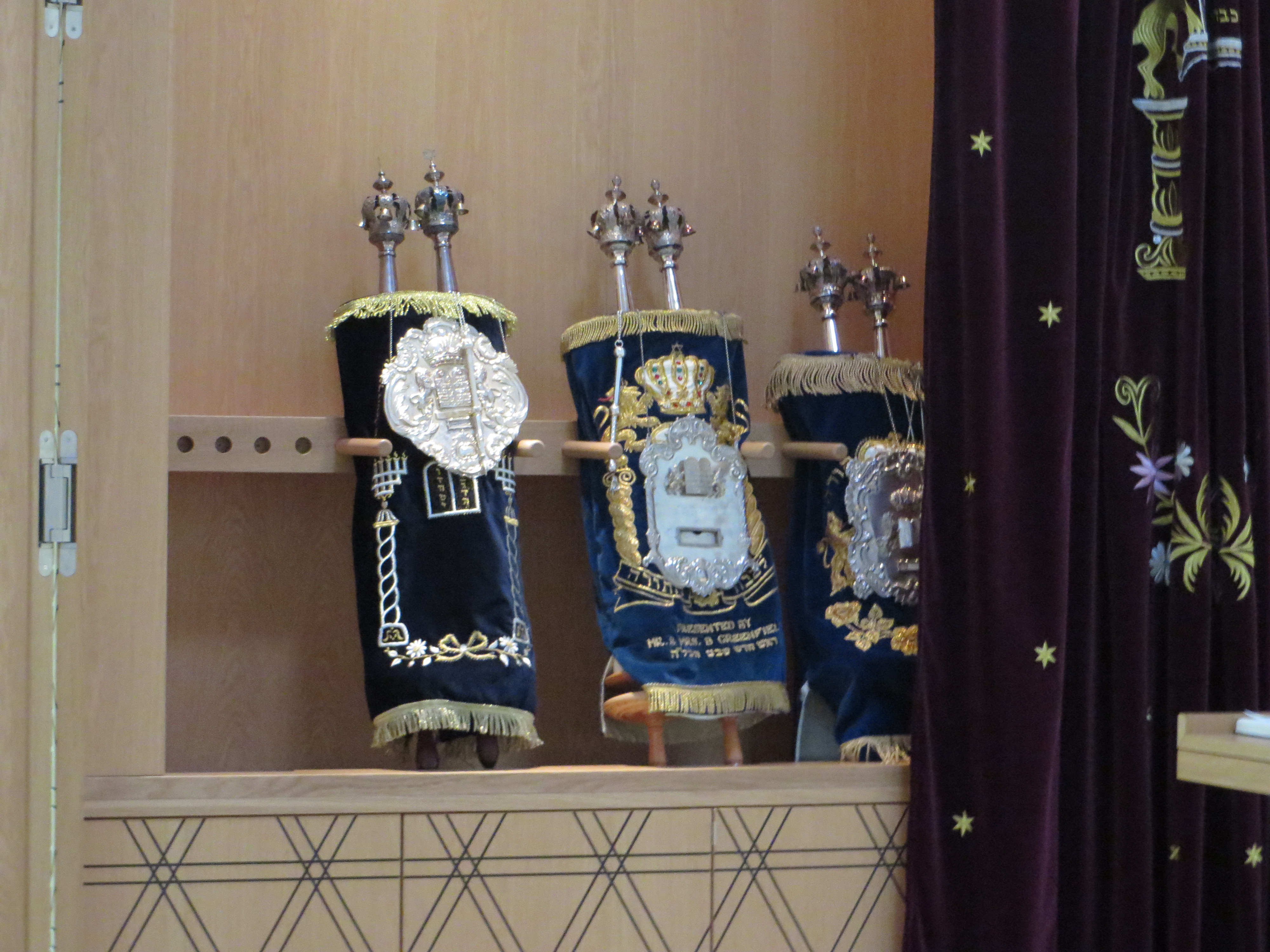
Torarollen im Toraschrein

Die neue Synagoge ist das Versammlungs- und Gotteshaus der Jüdischen Gemeinde Bochum-Herne-Hattingen am Erich-Mendel-Platz in Bochum in Nordrhein-Westfalen.

## Geschichte
Die frühere Alte Synagoge an der heutigen Huestraße (ehemals Wilhelmstraße 18) wurde während der Novemberpogrome 1938 zerstört. An der Seitenwand des am Platz der ehemaligen jüdischen Schule stehenden Geschäftsgebäudes erinnert heute eine Mahntafel an die ehemalige Synagoge.
Das neue Gebäudeensemble wurde von 2005 bis 2007 unter der Leitung des Architekturbüros Peter Schmitz errichtet, die Gesamtkosten betrugen sieben Millionen Euro. Der Kölner Peter Schmitz für den Gebäudeentwurf und Ulrike Beuter von der Planergruppe Oberhausen für die Landschaftsarchitektur hatten 2005 den ein Jahr zuvor ausgelobten Architekturwettbewerb gewonnen. Vorausgegangen war 2003 die Schenkung des repräsentativen, 4300 Quadratmeter großen Grundstückes von der Stadt Bochum an die jüdische Gemeinde. Ende 2005 wurde der Grundstein für die neue Synagoge gelegt.
Bei dem Bau wurden die Grundmauern des ehemaligen Versammlungssaals Schützenhof gefunden. Die war von 1865 und 1943 fast 80 Jahre lang der größte örtliche Versammlungssaal, in dem vielfältige, auch unterschiedlichste politische Veranstaltungen, stattfanden. Ironischerweise war darunter auch 1889 ein antisemitischer Kongress, auf dem die Gründung der „Deutsch-Sozialen Partei“ erfolgte. 1929 war es Versammlungsort für den Gautag des Gau Westfalen, u. a. mit der Beteiligung von Joseph Goebbels. Am 9. November 1938 fand hier eine Totenfeierstunde der NSDAP mit der SA-Standarte 17 statt, bevor die Parteiangehörigen in der Pogromnacht zum Abbrennen der alten Synagoge aufbrachen.
Am 16. Dezember 2007 wurde die neue Synagoge feierlich eröffnet, es sprachen unter anderem der aus Bochum stammende Bundestagspräsident Norbert Lammert, die Bochumer Oberbürgermeisterin Ottilie Scholz, der damalige Ministerpräsident des Landes Jürgen Rüttgers, die damalige Zentralratspräsidentin Charlotte Knobloch sowie die Rabbiner Avichai Apel, Benzion Dov Kaplan, Henry G. Brandt und Julien Chaim Soussan.

## Architektur
Eingang, Foyer, Versammlungsraum, Café und Nebengebäude sind niedrige, sachlich gestaltete Anbauten auf dem mit Betonmauern gefassten, scharfkantigem Plateau. Die eigentliche Synagoge ist ein mächtiger Kubus, der mit der benachbarten, auf einem weich modellierten Hügel stehenden Halbkugel des Planetariums Bochum korrespondiert. An den Außenflächen des Blocks, der fast völlig geschlossen ist, bildet das flache Relief der Steinverkleidung ein Ornament von Davidsternen. Die länglichen, gesägten Natursteine zitieren mit ihrer vor- und rückspringenden Mauerung den Backsteinexpressionismus im Ruhrgebiet. In mittlerer Höhe dienen kleine Dreiecke im Muster als Fenster, im Inneren ergeben sie zusammen ein umlaufendes Fries aus Sternen. 
Der quadratische Saal wird von einem eingehängten, mit einer Lichtfuge von den Wänden abgesetzten, goldgelben Baldachin mit einer Lichtöffnung in der Mitte überspannt. Er verleiht dem Raum die von der Gemeinde gewünschte erhabene Stimmung. An der Ostseite des Gebäudes in Richtung Jerusalem (Misrach), befinden sich fünf große, quadratische ebenerdige Fenster, vor dem mittleren steht der Toraschrein.

## Jüdische Gemeinde Bochum-Herne-Hattingen
Die Jüdische Gemeinde Bochum-Herne-Hattingen ist Mitglied im Landesverband der Jüdischen Gemeinden von Westfalen-Lippe. Sie entstand wie die Jüdische Gemeinde Recklinghausen Anfang 1999 durch Teilung der Gemeinde Bochum-Herne-Recklinghausen.
Die Gemeinde Bochum-Herne-Hattingen hatte 2024 961 Mitglieder, 2014 waren es 1065 Mitglieder. Sie ist die zweitgrößte Gemeinde in Westfalen. Vorsitzender der Gemeinde wurde Grigory Rabinovich. Die Arbeit der Gemeinde umfasst die Durchführung von religiösen Veranstaltungen, Feiern und Religionsunterricht. Daneben bietet sie den Mitgliedern soziale Betreuung, Teilnahme an diversen Clubs und Weiterbildungen an und führt sportliche und kulturelle Veranstaltungen für alle Mitbürger sowie Kinder- und Jugendveranstaltungen durch. Zum Angebot zählen auch Sprachkurse.
Am 26. April 2021 wurde die Neue Synagoge Bochum von einem Unbekannten mit Stahlkugeln beschossen und ein Fenster beschädigt.